# Aglaosoma variegata
Espèce
Synonymes
- Aglaosoma lauta Scott, 1864[1]
- Teara variegata Walker, 1855[1]

Aglaosoma variegata est une espèce d'insectes lépidoptères de la famille des Notodontidae vivant dans l'Est de l'Australie.

## Systématique
Aglaosoma variegata a été décrit initialement par Francis Walker sous le protonyme de Teara variegata.